# Brockhampton (Hampshire)
Brockhampton – dzielnica miasta Havant, w Anglii, w Hampshire. Leży 0,8 km od centrum miasta Havant, 8,9 km od miasta Portsmouth, 32,6 km od miasta Winchester i 96,9 km od Londynu. W latach 1870–1872 miejscowość liczyła 109 mieszkańców. Brockhampton jest wspomniana w Domesday Book (1086) jako Brochem.